# Rio dell'Arco (Venise)

Le rio de l'Arco (canal de l'arche) est un canal de Venise dans le sestiere de Castello. 

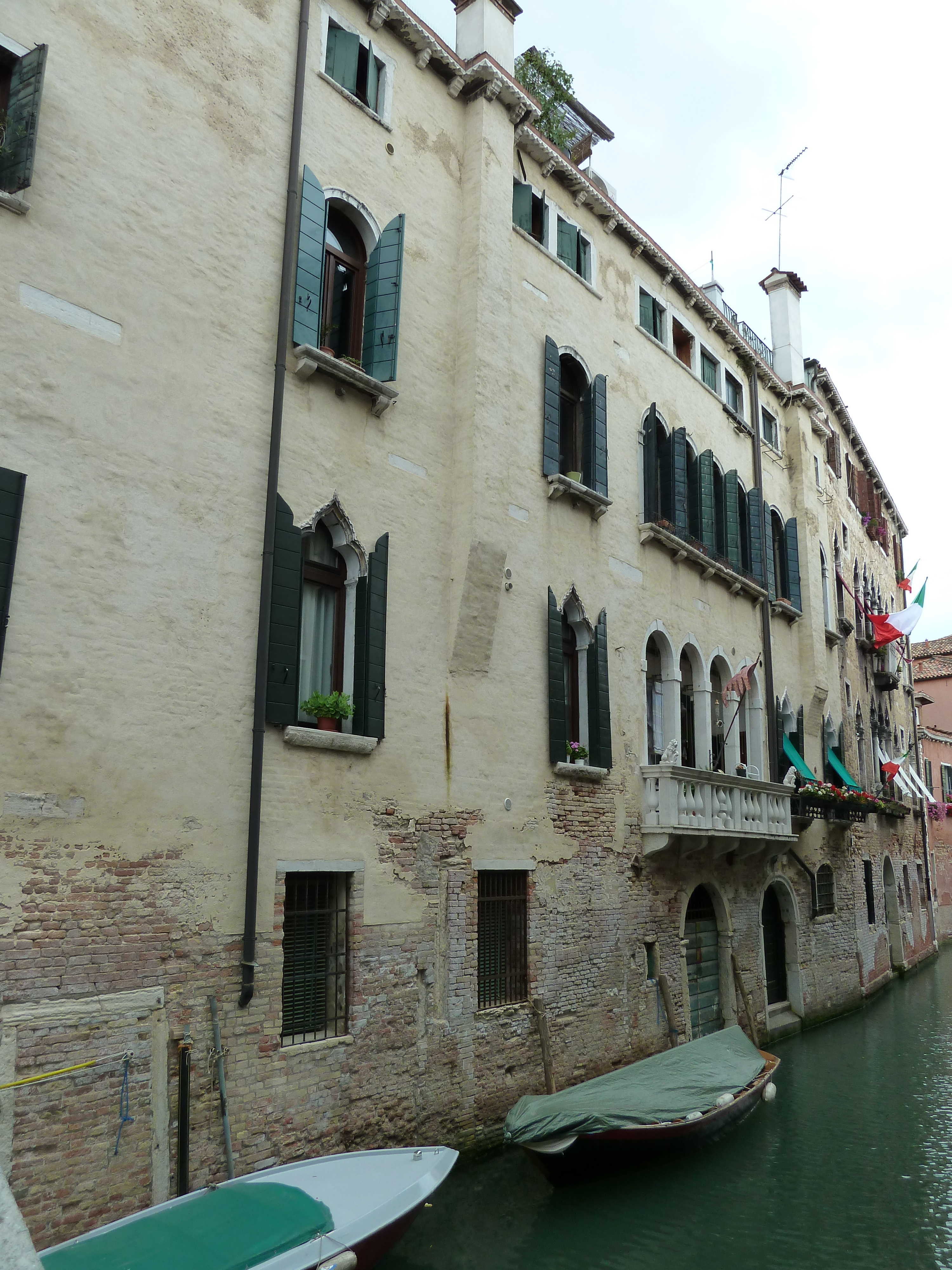
Le rio avec le palazzetto Conti Querini

## Origine
Le nom Arco proviendrait du fait que fut construit ici le premier pont à arches en pierre, plus commode pour les cavaliers que les anciens ponts en bois.

## Description
Le rio de l'Arco a une longueur d'environ 160 mètres. Il relie le rio de Santa Ternita vers le sud-est au confluent des rio di San Martino et rio de la Ca' di Dio.

## Situation
Ce rio longe :
- le petit palais Conti Querini près du ponte de l'Arco.
- le Ponte Storto sur son flanc sud.

## Ponts
Ce rio est traversé par deux ponts:

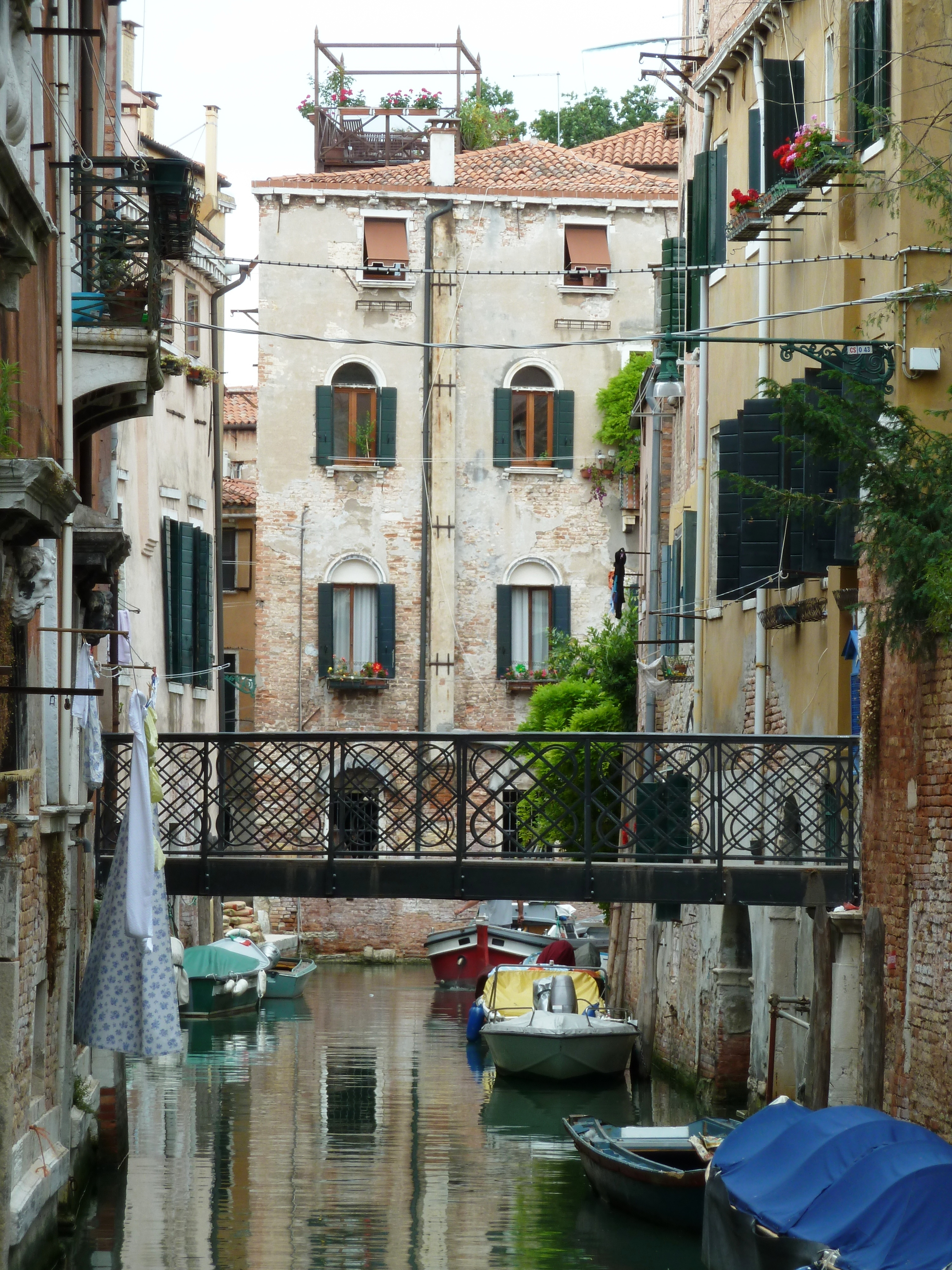
ponte dell'Arco[3] faisant traverser la calle' éponyme
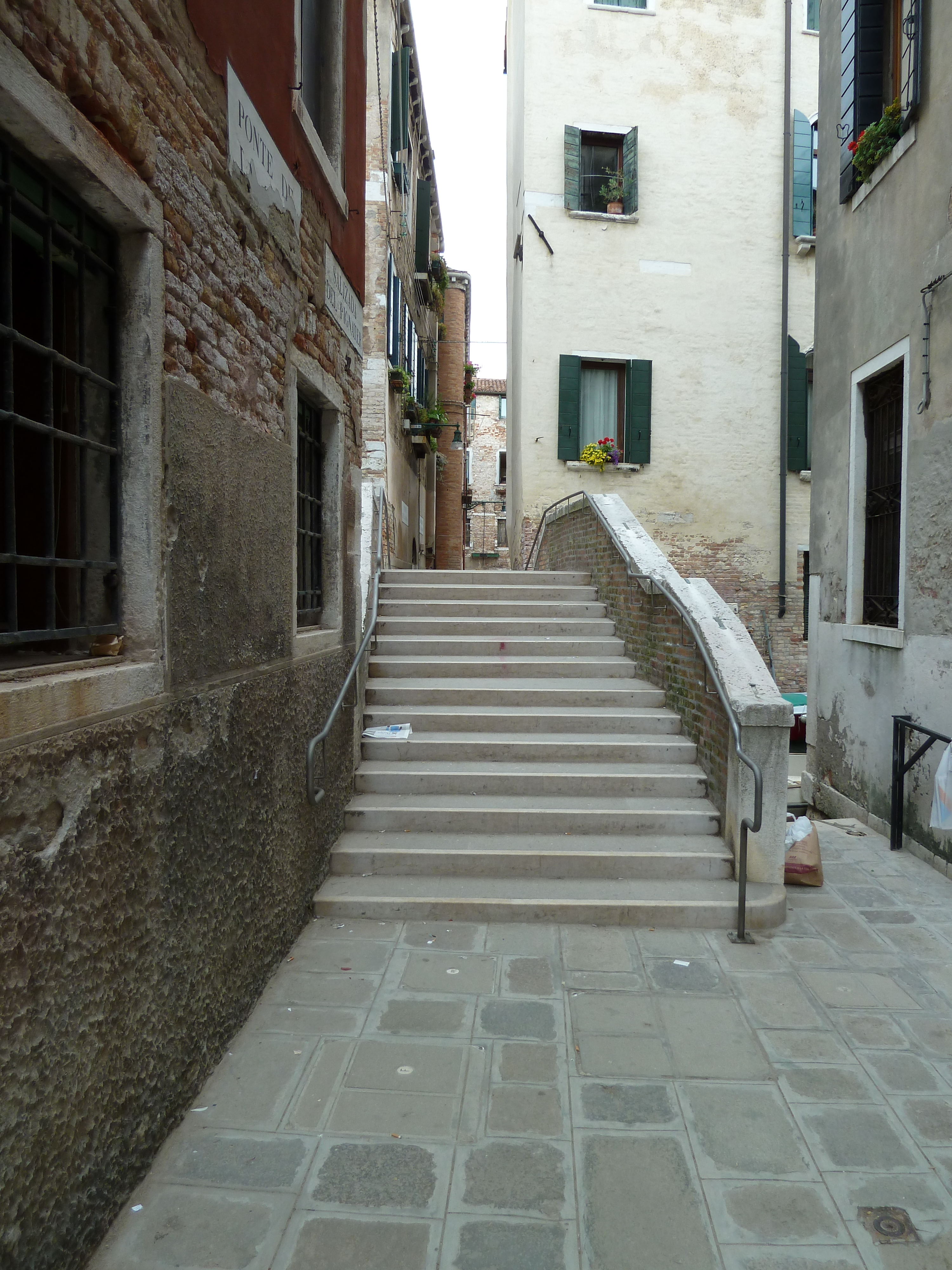
ponte de la Grana[4] reliant Calle et campiello éponyme  et Salizada del Pignater